# Pajsijević
Pajsijević (en serbe cyrillique : Пајсијевић) est un village de Serbie situé dans la municipalité de Knić, district de Šumadija. Au recensement de 2011, il comptait 461 habitants.

## Démographie
| 1948  | 1953  | 1961  | 1971 | 1981 | 1991 | 2002 | 2011 |
| ----- | ----- | ----- | ---- | ---- | ---- | ---- | ---- |
| 1 220 | 1 147 | 1 051 | 889  | 833  | 657  | 545  | 461  |

|  |